# Miraflores (Ayabaca)
Miraflores es un caserío peruano ubicado en el distrito de Pacaipampa, perteneciente a la provincia de Ayabaca del departamento de Piura, al norte del Perú. 

## Ubicación
Miraflores se ubica al sureste de la provincia de Ayabaca, en el distrito de Pacaipampa, en el departamento de Piura.

## Demografía
En 2017 Miraflores tenía una población de 182 habitantes.
| Gráfica de evolución demográfica de Miraflores entre 1993 y 2017 |
|                                                                  |
| Fuentes: Población 1993 y 2017                                   |